# Matthias Roßbach (Fußballspieler)
Matthias Roßbach (* 14. Januar 1929; † 2. Juli 2004) war ein   deutscher Fußballspieler. Der Offensivspieler absolvierte bei Alemannia Aachen in der damals erstklassigen Fußball-Oberliga West von 1953 bis 1961 insgesamt 207 Ligaspiele, in denen er 59 Tore erzielte.

## Laufbahn als Fußballer
Über die Jugend- und Amateurstationen SC Aachen 10 und VfB 08 Aachen kam der Angreifer zur Saison 1953/54 zum Oberligisten Alemannia Aachen. Auf Anhieb spielte sich „Bub“ Roßbach in die von Hermann Lindemann trainierte Oberligaelf der Schwarz-Gelben. In seiner ersten Oberligarunde absolvierte der Stürmer 21 Ligaspiele und erzielte neun Tore; die Alemannia belegte den 9. Rang. In Runde zwei (1954/55) und drei (1955/56) absolvierte Roßbach alle 60 Ligaspiele und gehörte damit auch dem Team an, dass 1956 punktgleich mit Vizemeister FC Schalke 04 – beide Teams kamen auf 41:19 Punkte – auf dem 3. Rang landete. Roßbach hatte dazu unter Trainer Georg Knöpfle 17 Tore beigesteuert und führte damit die interne Torschützenliste der „Kartoffelkäfer“  aus dem Dreiländereck vor Josef Martinelli und Fred Jansen (jeweils 13 Tore) an. Die Alemannia verspielte am letzten Spieltag durch ein 0:0  gegen den Fast-Absteiger Westfalia Herne (13. Rang, 23:36 Punkte) den sicher geglaubten zweiten Platz an die im Torverhältnis besser gestellten Schalker Knappen und verpasste damit den Einzug in die Endrunde um die deutsche Fußballmeisterschaft. Als Aachen 1957/58 wiederum den 3. Rang im Westen erreichte, hatten Roßbach und Kollegen nach dem 15. Hinrundenspieltag mit 23:7 Punkten den 1. Rang belegt, einen Punkt vor Schalke 04 (2. Platz) und acht Punkte vor dem 1. FC Köln auf dem 9. Rang. Nach dem 22. Spieltag, Aachen gewann mit 2:1 gegen den Duisburger SpV, wurde die Tabelle immer noch mit 33:9 gegenüber 31:13 Punkten von Schalke 04 angeführt. Danach erlebten die Schwarz-Gelben aber eine dramatische Negativserie und erreichten mit 37:23 Punkten lediglich den 3. Rang. Roßbach hatte in 29 Einsätzen fünf Tore erzielt.
In seinen drei weiteren Oberligajahren mit der Alemannia, 1958/59 bis 1960/61, reichte es nicht mehr zu Spitzenplätzen in der Tabelle. Am Tivoli war unter den Trainern Béla Sárosi und Helmut Kronsbein Mittelmaß (10., 9., 8. Platz) angesagt. Im Sommer 1961 beendete Roßbach nach acht Oberligarunden seine Aktivität bei Alemannia Aachen und schloss sich in der Schweiz dem FC Biel als Spielertrainer an. Von 1963 bis 1967 folgte noch die Station FC Thun, ehe er 1967 als Trainer von Borussia Brand in den Aachener Raum zurückkehrte. Später war er auch noch bei der Alemannia im Jugendbereich, Amateurlager und als Scout im Einsatz.
Der zuletzt in Dürwiß lebende Betriebsleiter einer Autovermietung war zudem auch als Obmann der Alemannia-Traditionself noch aktiv gewesen.